# Marmoritis nivalis
Marmoritis nivalis là một loài thực vật có hoa trong họ Hoa môi. Loài này được (Benth.) Hedge mô tả khoa học đầu tiên năm 1990.